# Osteocephalus duellmani
Osteocephalus duellmani es una especie de anfibio anuro de la familia Hylidae.

## Distribución geográfica
Esta especie es endémica del departamento de Morona-Santiago en Ecuador. Se encuentra a unos 1910 m sobre el nivel del mar en la Cordillera del Cóndor.

## Etimología
Esta especie lleva el nombre en honor a William Edward Duellman.

## Publicación original
- Jungfer, 2011: A new tree frog of the genus Osteocephalus from high altitudes in the Cordillera del Cóndor, Ecuador (Amphibia:Anura:Hylidae). The Herpetological Journal, vol. 21, n.º 4, p. 247-253.[4]